# ジョゼ・エヴェラウド・トマゾッティ・ピエロッティ
ジョゼ・エヴェラウド・トマゾッティ・ピエロッティ（JOSE Everaldo Thomazotti Pierotti、1962年1月1日 - ）はブラジル出身のサッカーコーチ・監督。
1994年にベルマーレ平塚のフィジカルコーチとして来日。1996年に富士通川崎（1997年からは川崎フロンターレ）に移籍した。1997年には斉藤和夫の解任に伴い監督に昇格しチームを建て直したが、あと一歩のところでJリーグ昇格を逃し、この年限りで退団した。その後は1999年から2000年まで水戸ホーリーホックのコーチ、通訳、2001年には大分トリニータの通訳を務め、2005年には柏レイソルのフィジカルコーチを務めた。

## クラブ歴
- AAポンチ・プレッタ 1981-1983
- ロンドリーナEC 1984
- フィゲイレンセFC 1985
- ECサンベント 1986
- パイサンドゥSC 1986
- ウニオン・アグリーコラ・バルバレンセFC 1987
- CAレメンセ 1988
- ウベルランジアEC 1989

## 監督成績
| 年度   | 所属リーグ | 試合数 | 勝点 | 勝利 | 引分 | 敗戦 | 順位 | クラブ           |
| 1997年 | （旧）JFL  | 8      | 21   | 7    | ―    | 1    | 3位  | 川崎フロンターレ |

※1997年は23節から。